# Ліганди до рецепторів інсуліну
Ліганди до рецепторів інсуліну (також аналоги інсуліну людини) — препарати інсуліну (лікі), які являють собою змінену форму молекули інсуліну, природну, або відмінну від тієї, що зустрічається в природі, але все ж таки здатну в людському організмі виконати ту ж функцію, що і інсулін людини — нормалізацію рівня глюкози у крові при цукровому діабеті. За допомогою технологій генної інженерії є можливість змінити амінокислотну послідовність в базовій ДНК інсуліну, щоб змінити його основні характеристики (англ. ADME — абсорбцію, розподіл, метаболізм та екскрецію). Офіційно Управління з продовольства і медикаментів США (англ. FDA) називає ці агенти лігандами до рецептора інсуліну (оскільки, як і самє інсулін, вони є лігандами рецептора інсуліну), хоча зазвичай їх називають просто аналоги інсуліну людини.

## Канцерогенність
Всі аналоги інсуліну перед застосуванням у клініці повинні бути перевірені на канцерогенність, оскільки молекула інсуліну взаємодіє з ІФР, що може спричинити аномальне зростання клітин та сприяти виникнення онкогенеза. Модифікації амінокислотної послідовності інсуліну на додаток до основних фармакологічних властивостей завжди пов'язані з ризиком розвитку ненавмисного посилення передачі сигналів ІФР. Науковцями висловлювалися побоювання з приводу мітогенної активності та потенційної канцерогенності Гларгіну. Для вирішення цих проблем було проведено кілька епідеміологічних досліджень, було опубліковано результати 6,5-річного дослідження Гларгіну.